# Yannick Ifebe
Yannick Ifebe, né le 3 juin 1992 à Paris, est un escrimeur handisport français.

## Carrière sportive
Champion du monde handisport en épée par équipes en 2015 avec Romain Noble, Robert Citerne et Alim Latrèche, puis il remporte la médaille d'or en individuel à l'épée en catégorie B et la médaille d'argent par équipes à l'épée aux Championnats d'Europe 2016 avec Romain Noble, Robert Citerne et Marc-André Cratère.
Il est sacré champion paralympique en épée par équipes avec  Romain Noble et Robert Citerne aux Jeux paralympiques d'été de 2016 à Rio de Janeiro

## Distinctions
- Chevalier de la Légion d'honneur le 1er décembre 2016[6]